# Flere atomkraftværker
Flere atomkraftværker er en dokumentarfilm instrueret af Per Ingolf Mannstaedt efter eget manuskript.

## Handling
Med udgangspunkt i de eksisterende atomkraftværker rundt omkring i Europa gøres rede for de industrielle, menneskelige og samfundsmæssige aspekter ved a-kraftens anvendelse. Filmen følger uran-brændslets cyklus og forsøger at give et fyldigt billede af a-kraftens konsekvenser og dagligdag på en række områder, så det ikke bare er et teknisk problem, men også et menneskeligt, som hermed lægges frem til debat.